# Carrozza ferroviaria

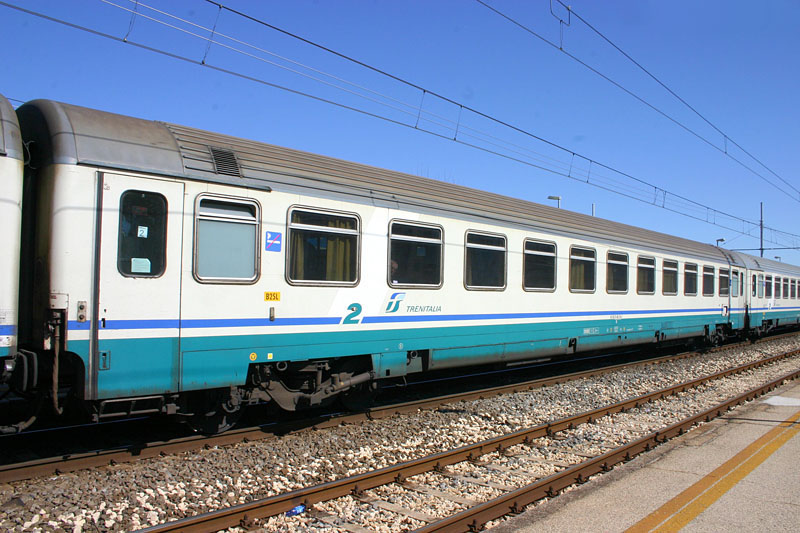
Una carrozza UIC-Z1.

La carrozza ferroviaria è un veicolo ferroviario non indipendente adibito al trasporto dei viaggiatori, inserito in numero variabile nella composizione dei treni; oltre agli ambienti destinati alla permanenza dei viaggiatori (generalmente seduti ma in certi treni è previsto possano effettuare tutto il viaggio in piedi), può comprendere una serie di servizi come le toilette, gli impianti di climatizzazione, aree bagagli e ristoro.
Le carrozze viaggiatori che compongono convogli detti di materiale ordinario (trazione solo negli assi delle locomotive, singola in testa o in coda al convoglio, oppure una in ambo le posizioni) sono normalmente del tipo a carrelli, ognuno dei quali comprende una coppia di assi non motorizzati, per un totale di quattro; le carrozze degli elettrotreni, invece, spesso hanno almeno uno dei due carrelli motorizzato, in tutte le carrozze o solo alcune.
Tra le carrozze è presente una passerella, detta "intercomunicante", che permette il passaggio dei viaggiatori e del personale ferroviario da una carrozza all'altra, proteggendoli dagli agenti atmosferici e dalla possibilità di caduta all'esterno mediante mantici a soffietto sulle carrozze più antiquate e di tipo tubolare su quelle più moderne.
Sono di lunghezza media di 26 metri per circa 4 metri d'altezza massima dal piano del ferro e 2,8 metri di larghezza, mentre a seconda della tipologia l'altezza delle porte d'incarrozzamento può variare tra 600 e 1200mm rispetto ad un marciapiede di 350mm. Queste misure sono in gran parte stabilite da normative concordate tra i maggiori operatori europei, raggruppati nell'UIC, Union Internationale des Chemins de Fer, il principale ente normativo europeo in campo ferroviario.
Le carrozze viaggiatori di convogli articolati (totalmente o parzialmente) sono invece dotate di carrello Jakobs (in genere a 2 assi) comune tra le due carrozze, che in questo caso sono spesso dette casse; tale carrello può essere anche motorizzato, ma in genere è solo portante sia per semplicità costruttiva sia per limitare il peso assiale.
Le carrozze che appoggiano su uno o entrambi i lati su carrelli Jakobs sono in genere più corte delle carrozze normali, anche per la necessità di mantenere l'interperno tra i due carrelli conforme agli standard. Due casse accoppiate su carrello Jakobs possono inoltre non presentare porte interne di comunicazione tra di loro, realizzando un corridoio liberamente percorribile.

## Storia in Italia
Fin dagli albori della storia ferroviaria si è avvertita la necessità di progettare vetture adatte al trasporto dei passeggeri con capacità di carico maggiore rispetto a quelle trainate da cavalli in uso fino a quei tempi.
Le prime vennero messe in circolazione in Gran Bretagna nel 1838 sulla linea ferroviaria Londra-Birmingham e già presentavano la particolarità della divisione in Classi.
Inizialmente erano previste 3 classi, in alcune amministrazioni 4:
- la prima classe, lussuosa e confortevole. Nelle primissime versioni si trattava di telai su cui gli scompartimenti erano ottenuti fissando carrozze stradali private del telaio con le ruote. I treni più prestigiosi erano di sola prima classe.
- la seconda classe, meno sfarzosa della prima classe, era destinata ad un traffico principalmente commerciale, il tipo di passeggeri che oggi usano la prima classe per i loro spostamenti di lavoro.
- la terza classe, con sedili in legno, per il trasporto di massa.
- la quarta classe, praticamente non arredata, dove era presente, era poco più di un carro merci con alcune panche.

Nei primi treni storici non era rara la presenza, affiancata alle vetture passeggeri, dei vagoni adatti al trasporto di cavalli o di carrozze complete, poiché i viaggiatori erano spesso obbligati al loro uso per terminare gli itinerari di viaggio.

### Il primo periodo italiano

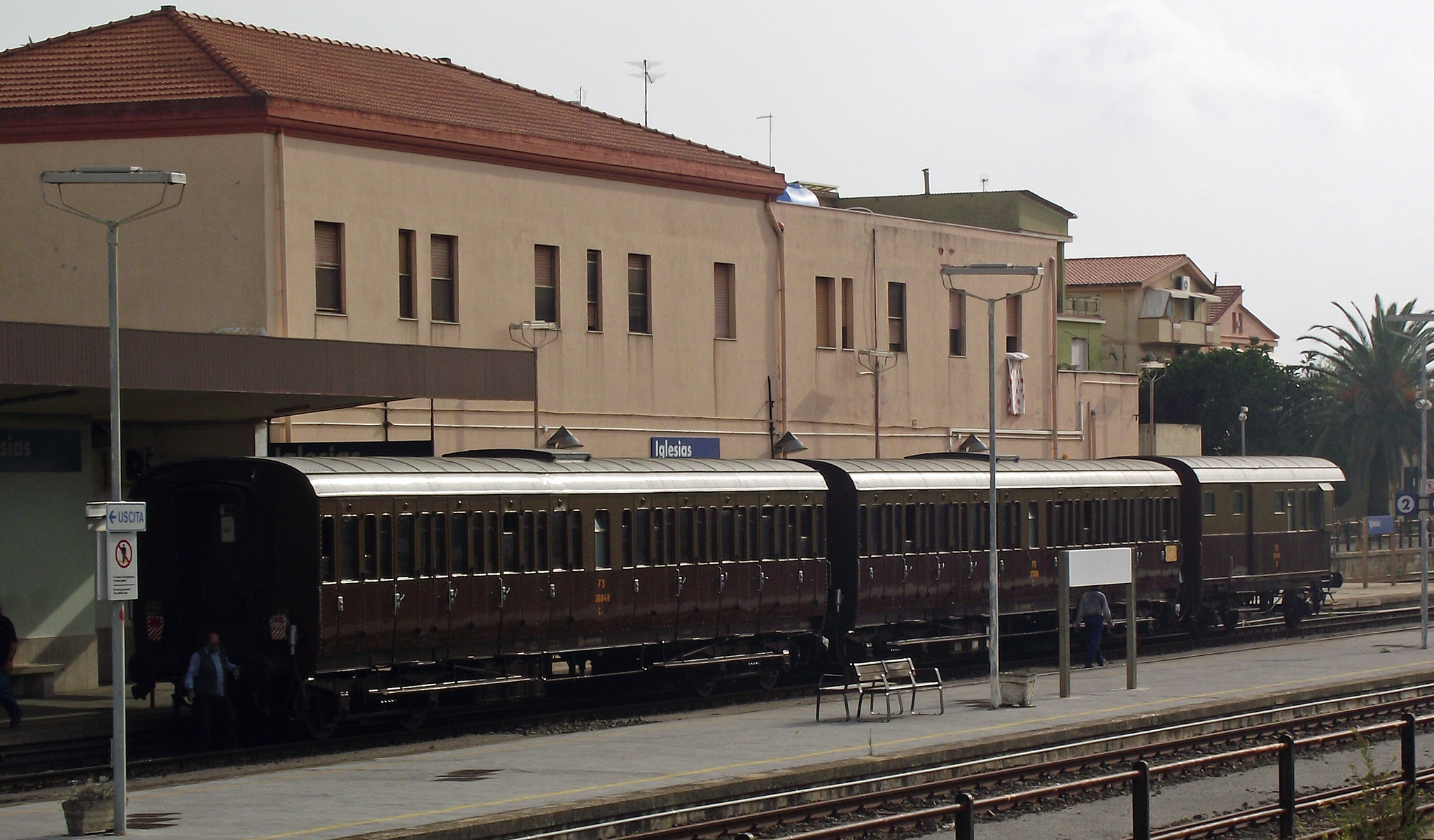
Carrozza serie 36000 (tipo 1931 "Centoporte")

Le prime carrozze italiane furono costruite nel 1850: si trattava di corti veicoli interamente in legno, telaio e cassa inclusi, rinforzati con bande e travi d'acciaio. La lunghezza tra i respingenti era di soli 6750 mm, e l'interperno tra i due assi delle ruote raggiungeva al massimo i 3500 mm. In seguito vennero sviluppati modelli un poco più lunghi (10 400 mm) dotati di tre assi con lo stesso interperno.
Queste carrozze di primissima generazione potevano trasportare circa 24 passeggeri in prima classe, o circa 50 in terza, ed erano divise in cinque o sei scompartimenti dotati ognuno di una propria porta di salita che dava sull'esterno; erano di conseguenza prive del corridoio centrale. Inizialmente costruite in prezioso legno di teak, vennero già dopo pochi anni realizzate in rovere o quercia, due ottimi legni presenti sul territorio nazionale che permettevano di contenere i costi e semplificare l'approvvigionamento.
Si noti che in tutti questi veicoli la frenatura era manuale, con garitta del frenatore rialzata. Essa serviva ad ospitare appunto il frenatore, e ogni carro ne aveva uno e ovviamente poteva azionare il freno a vite solo quello del suo carro. La posizione rialzata della garitta serviva ai frenatori per potersi vedere tra loro e mandarsi dei segnali a gesti, oppure se necessario urlando, o con la lampada a petrolio di notte. In quei tempi il macchinista usava il fischio per segnalare ai frenatori quando e come frenare o sfrenare. Tale sistema, inaffidabile e insicuro, nonché causa di numerosi incidenti, persistette fino al 1900, quando venne abbandonato in favore del sistema pneumatico Westinghouse.
Complice il rapido sviluppo tecnologico italiano e la diffusione d'acciai economici e di discreta qualità, a partire dal 1894 si passò alla costruzione dei telai strutturali metallici, sempre rivestiti in legno, e già nel 1900 anche in Italia cominciarono a comparire carrozze con coperture esterne in lamiera metallica, meno soggette ad usura e più resistenti agli elementi atmosferici.
La diffusione degli acciai di qualità portò anche adozione del nuovo concetto di carrello, in luogo delle ruote su asse: i gruppi di ruote, essendo imperniati liberamente, sollecitavano meno la rotaia e rendevano il viaggio più comodo in curva.
Inoltre, nel 1906 fu presentato un modello di carrozza dotato di mantice per il passaggio tra le carrozze, sistema che venne negli anni successivi montato sulle carrozze più prestigiose.
Quando le società Mediterranea, Adriatica e Sicula vennero nazionalizzate e riunite nelle Ferrovie dello Stato, il 1º luglio 1905, il parco rotabili constava già di 6985 carrozze, per la maggior parte di antica concezione e risalente agli anni 50 e 60 del secolo precedente, con finestrini e sportelli piccoli e prive di intercomunicante, per la stragrande maggioranza dotate di assi fissi invece di carrelli.
Le carrozze di quegli anni avevano raggiunto, grazie ai nuovi telai metallici, i 17 metri di lunghezza, per 42 posti di prima classe.

### Le guerre mondiali
La prima guerra mondiale chiamò alle armi anche le carrozze italiane, che ne uscirono assai male: venne messa in luce l'arretratezza tecnologica del materiale trainato, che non reggeva il passo con l'evoluzione delle locomotive dell'epoca.
Terminato il conflitto, per ringiovanire il parco veicoli le ferrovie costruirono le prime carrozze a carrelli con telaio e cassa in maggioranza metallica, realizzate da pannelli di lamiera assemblati per chiodatura.
Estremamente innovative per l'epoca, erano molto lunghe, 21 metri (avvicinandosi ai veicoli di oggi, che sono di circa 25-26 metri), e univano spazi di prima e di seconda classe. Nonostante le dimensioni e capienza maggiori, pesavano anche qualche tonnellata meno delle carrozze pre-belliche (circa 41 tonnellate di peso complessivo, paragonabile alle carrozze odierne). Potevano raggiungere anche la ragguardevole velocità di 100 km/h, e per la prima volta in Italia erano dotati di solo due porte alle estremità e di corridoio laterale.
In epoca fascista i progressi dell'industria italiana portarono all'abbandono delle chiodature, in favore delle saldature, più rapide da eseguire e più durevoli. L'acquisizione in massa di veicoli in metallo portò nel 1926 all'adozione di procedure atte a creare treni esteticamente uniformi, composti di carrozze identiche.

### Il secondo dopoguerra
Nuovamente passato attraverso una guerra mondiale, il martoriato parco macchine italiano venne rinnovato a partire dagli anni cinquanta, per la prima volta secondo logiche di coordinamento tra amministrazioni ferroviarie europee che portarono alla definizione di standard normativi e di standard de facto. Tra questi, gli ingombri massimi occupabili in movimento (sagoma limite), i pesi per asse, dimensioni e numero di carrelli, eccetera.
Le carrozze ed i bagagliai costruiti prima della guerra e quelle costruite secondo concetti superati entro il 1962 sono classificate come Carrozze Tradizionali (ovvero, non unificate). Ritirate progressivamente a partire dagli anni sessanta, ancora nel 1999 comprendevano in tutto circa 800 unità, principalmente costruite dopo il 1946. Quelle di prima classe subirono un rammodernamento nel 1975, che le ha dotate di nuovi interni ed impianti, mantenendo solo la cassa metallica. Una seconda campagna di ripristino è stata effettuata nel 1984. Queste carrozze sono state interamente ritirate solo a partire dal 2000.
Le carrozze del dopoguerra erano in acciaio, interamente saldate ed a cassa portante (prive, quindi, del telaio propriamente detto): le carrozze Tipo Y sono state le prime figlie di questa concezione, in seguito affiancate dalla numerosissima famiglia delle UIC-X.
Ulteriormente cresciute in dimensioni e capienza, le carrozze del dopoguerra potevano sfruttare materiali e tecnologie che ne alleggerivano le strutture e ne incrementavano le prestazioni, oltre a permettere di ottenere un maggiore comfort a costi ridotti.
Per questo, e per il miglioramento delle possibilità economiche dell'utenza, a partire dal giugno 1956 venne eliminata la terza classe: tuttavia, molte vecchie carrozze di terza classe continuarono ad essere usate come seconda senza alcuna modifica. Nel 2001 è stata inoltre soppressa l'area destinata ai fumatori, e su tutti i treni passeggeri è stato applicato il divieto assoluto di fumo. Nelle carrozze di tipo più recente si sono tenute in particolare conto anche le esigenze dei disabili e sono presenti spazi e soluzioni tecniche a loro specificatamente dedicate (esempio il pianale ribassato oppure gli scivoli per la salita e la discesa), concentrate soprattutto sulle vetture di testa e di coda.

## Tecnica

### Cassa
Inizialmente composta da un telaio e da una copertura, con l'avvento delle casse in metallo si è semplificata molto la costruzione delle carrozze. Le casse sono costruite da una gabbia di tubi d'acciaio a sezione quadrata (brolli), che compongono una griglia in grado di dare rigidità alla struttura dei vari elementi (fiancate, imperiale…), che veniva coperta con una lamiera in acciaio di pochi millimetri di spessore. Questa lamiera poteva essere grecata nei punti più sollecitati: la lamiera grecata, grazie alle numerose pieghe nel senso della lunghezza, poteva conferire una rigidità aggiuntiva alla struttura, pur mantenendo l'elasticità e la leggerezza tipiche della lamiera e necessarie per i rivestimenti di cassa.
Oggi con l'enorme avanzamento delle lavorazioni dell'alluminio si sta sempre più procedendo verso casse realizzate in assemblaggio di estrusi o addirittura in pochi elementi chiamati grandi estrusi che da soli realizzano le fiancate e il soffitto della cassa, e che non richiedono alcun tipo di struttura oltre alla semplice fiancata monoblocco. Questa tecnologia, piuttosto costosa, ha il vantaggio di ridurre sensibilmente i costi delle lavorazioni successive e di produrre mezzi molto leggeri, tanto che la sola cassa in estrusi può essere anche di qualche tonnellata più leggera di un equivalente in acciaio. Inoltre, è possibile ottenere una precisione sulle tolleranze ben più elevata (anche di un ordine di grandezza), e una finitura superficiale migliore, con l'eliminazione degli antiestetici "bozzi" tipici dell'assestamento delle lamiere.
Il prossimo passo nella tecnica casse è l'uso di compositi polimerici, di derivazione aeronautica, che uniscono la leggerezza e la lavorabilità dell'alluminio alla resistenza dell'acciaio.

### Rodiggio
Le prime carrozze erano dotate di assi rigidi non imperniati a carrello, con boccole ad olio e cuscinetti a strisciamento. Questo sistema, che necessitava molta manutenzione, venne in seguito sostituito con le boccole a rulli, che facilitavano il movimento volvente dell'asse grazie a dei rulli disposti a corona intorno all'assile.
Sempre sui rodiggi bisogna esaminare i sistemi di ammortizzazione. Inizialmente montate su carrelli con molle a balestra, le sospensioni delle prime carrozze erano poco confortevoli e soggette a rotture. Con l'avvento dell'uso massiccio del metallo e degli acciai di qualità, le balestre vennero sostituite con molle elicoidali, ammortizzatori idraulici ed in alcuni casi con complessi di gomma o "cuscini" pneumatici che garantivano prestazioni migliori, ulteriore stabilità e maggiore manutenibilità. In seguito con il miglioramento dei processi produttivi si è passati all'uso di sistemi di molle troncoconiche e di ammortizzatori a gas precaricati.

### Illuminazione
Sembra incredibile, ma le carrozze del 1800 erano illuminate con candele di cera o sego, in seguito sostituite da lampade a olio di oliva o colza. I primi impianti a gas sono solo del 1858, costituiti da un serbatoio su ogni carrozza e da tubature dotate di regolatore per la fiamma. Nel 1896 venne adottato l'impianto di illuminazione elettrica con lampade ad incandescenza, alimentato però non dalla tensione della linea, in quanto l'elettrificazione era ancora ben lontana, ma da gruppi di accumulatori. Le lampade originarie in filamento di carbonio vennero presto sostituite con le più durature lampade in tungsteno.
Solo nel dopoguerra, con la diffusione dei veicoli elettrici, diventò dominante l'illuminazione di tipo moderno, con lampade a fluorescenza al neon, estremamente durature ed economiche, accanto alle quali, negli ultimi anni, si sta affermando l'illuminazione a LED.

### Aerazione e riscaldamento
Nelle prime generazioni di veicoli, il riscaldamento era realizzato tramite contenitori chiamati "scaldini" da riempire di acqua presa direttamente dall'impianto vapore della locomotiva. L'acqua rimaneva calda circa due ore, dopodiché un inserviente passava a sostituirla. L'acqua venne poi sostituita dall'acetato di sodio, in grado di accumulare maggiore calore prima di evaporare, mentre sui mezzi più poveri non era raro trovare stufette a legna o a petrolio.
Dagli anni dieci venne introdotto il sistema RV, Riscaldamento a Vapore, che prelevava il vapore direttamente dalla caldaia della locomotiva e lo distribuiva in piccoli termosifoni distribuiti sulla carrozza. Il sistema rimase in uso, con buoni risultati, sino all'avvento dell'elettrificazione, negli anni '30, quando nacquero le scaldiglie elettriche. Questo tipo di riscaldamento, detto REC, aveva il vantaggio di non richiedere tubazioni stagne o impianti complessi, ma era molto esoso in termini energetici.
A partire dagli anni '60 le scaldiglie vennero sostituite con il sistema ad aria soffiata, che immetteva aria calda nella carrozza da un punto centralizzato e la distribuiva con condotti coibentati; il sistema in seguito è stato integrato con il climatizzatore, a tutt'oggi in uso, che unisce il raffreddamento e il riscaldamento in un unico impianto ad alta efficienza.
Le carrozze di costruzione più recente sono usualmente fornite già dotate di impianto ad aria condizionata per un maggior comfort dei viaggiatori; precedentemente l'aerazione era fornita semplicemente dall'apertura parziale dei finestrini, cosa che comunque presentava dei pericoli per l'incolumità dei passeggeri che incautamente vi si sporgevano.
Oggi, con operazioni di revamping, si stanno dotando anche le vecchie carrozze di impianti di climatizzazione, modificando i meccanismi di apertura dei finestrini con sistemi di bloccaggio.

## Classificazione

### Destinazione d'uso
Nel corso degli anni si sono avvicendati vari progetti di vetture particolari, ad esempio le carrozze panoramiche posizionate in coda ad alcuni treni famosi o quelle che presentavano una parte rialzata nel centro (le dome car), entrambe costruite per offrire ai passeggeri una migliore visuale dei panorami attraversati. Altrettanto, dalle prime vetture che offrivano contemporaneamente servizi diversi si è passati ad una sempre maggiore specializzazione nel loro uso; primo esempio quelle progettate da George Pullman verso la metà del XIX secolo specificatamente designate ai viaggi notturni.
Le carrozze possono essere destinate e progettate per usi specifici:
- Carrozze per viaggi diurni, possono avere una suddivisione interna in scompartimenti, usualmente da 6 posti (ma in passato anche di 8, fino al 1965), o essere a salone unico con sedili affiancati e corridoio di transito centrale. La disposizione dei sedili può prevedere che i passeggeri si siedano l'uno di fronte all'altro, indipendentemente dal senso di marcia, spesso con un tavolino divisorio di cortesia, oppure i sedili possono essere disposti a correre, in maniera analoga agli autobus; di recente si sta proponendo sempre più frequentemente una disposizione mista con aree a correre e aree vis-a-vis.
- Carrozze letto per viaggi anche notturni, forniti di cuccette o wagon-lit. Al contrario delle carrozze diurne sono quasi sempre divise in scompartimenti dove i sedili in uso durante la giornata possono essere, con pochi movimenti, trasformati in cuccette o letti per il riposo notturno. Gli scompartimenti, a seconda della soluzione scelta e della classe, possono ospitare sino a 6 passeggeri. Le carrozze letti sono fornite anche di impianti igienici dedicati in ogni scomparto, o di 4 o più toilette distribuite sulle estremità del veicolo, nel caso delle carrozze a cuccette.
- Carrozza bagagliaio, al seguito dei treni a lunga percorrenza. Si tratta, a volte, di vecchie carrozze riconvertite, più spesso di furgoni appositi costruiti col medesimo telaio e carrelli delle carrozze che affiancano, per non limitare la velocità dei convogli. In alcuni casi oltre al vano bagagliaio era presente anche un piccolo ufficio postale viaggiante. Questo tipo di veicolo oggi è sempre meno utilizzato, rimane in uso per rari trasporti merci espressi, nei treni per pellegrini e per trasporto di biciclette su alcune tratte, durante la stagione turistica.
- Carrozze ristorante, sono spesso al seguito dei convogli a lunga percorrenza e sono attrezzate internamente con frigoriferi, elettrodomestici e tutto quel che serve per offrire un servizio completo di ristorazione e bar ai passeggeri.
- Carrozze speciali per conferenze, operazioni promozionali, treni storici, trasporto detenuti.

### Tipologia di cassa
Le carrozze sono di norma dotate di toilette (almeno una per carrozza più una toilette speciale per disabili sulla semipilota) e ne esistono di tre tipi:
- monopiano, dove il pianale della carrozza è posto su un unico livello, solitamente distante dal suolo circa 1,2 metri
- piano ribassato, dove la parte centrale della carrozza è ribassata rispetto alle estremità, per consentire un accesso più agevole. il piano centrale si trova a 600 millimetri dal piano del ferro, mentre le estremità rialzate sono a circa 1,2 metri.
- doppio piano, dove alla parte centrale ribassata si aggiunge un secondo piano, accessibile da scale poste nei vestiboli.

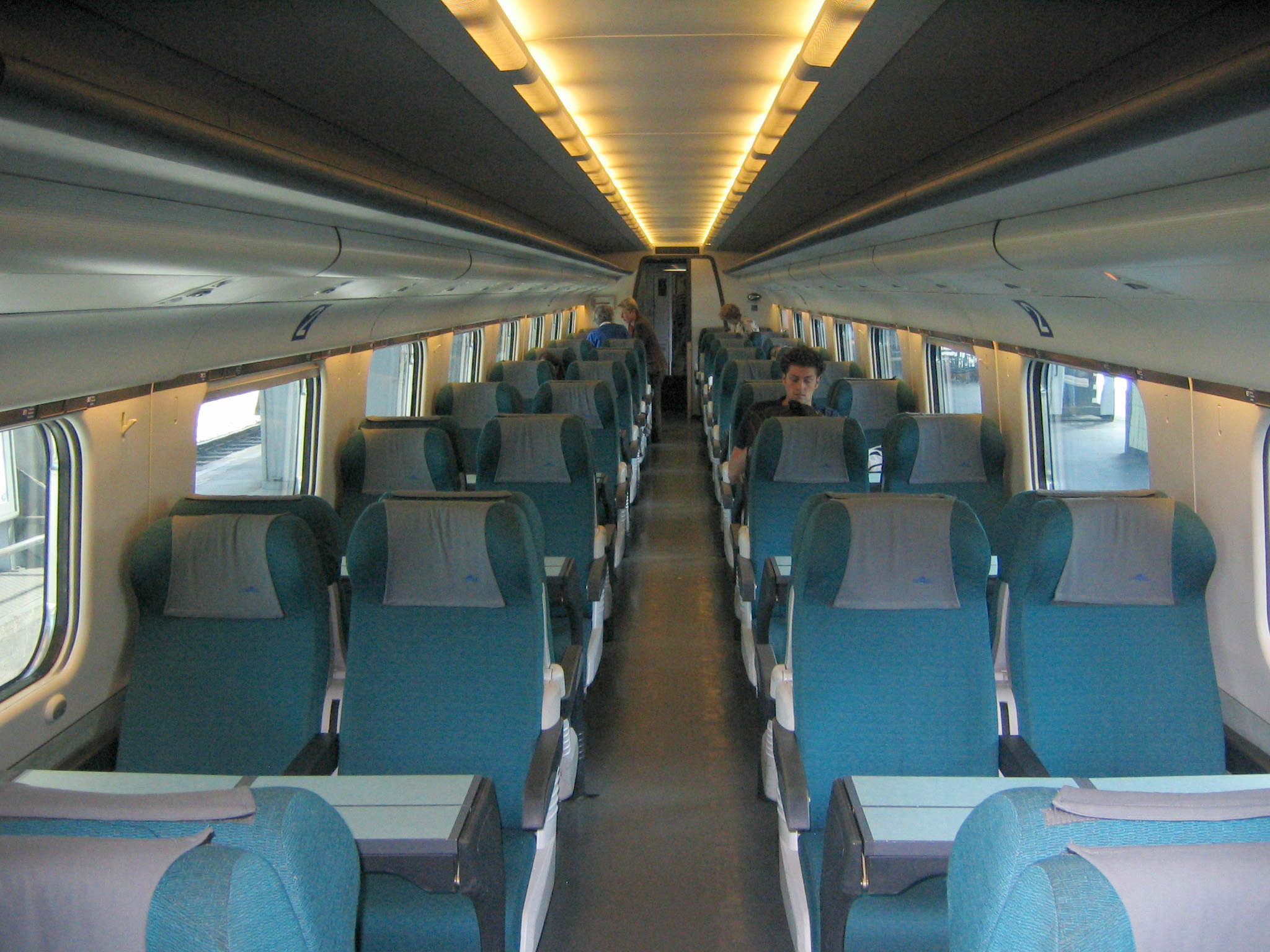
L'interno di una moderna vettura ETR 470 Cisalpino per l'alta velocità

Quest'ultimo tipo è molto usato sulle linee locali dedicate ai pendolari.
Attualmente in Italia le uniche carrozze di questo tipo circolanti sono le carrozze Due Piani, le nuove carrozze Vivalto e i convogli di tipo TAF e TSR.
Esistono invece molti tipi diversi di carrozze monopiano e a piano ribassato in circolazione, come le Z1, le Eurofima, le Gran-Conforto le Piano Ribassato, le UIC-X, le MDVE e MDVC, i convogli Minuetto più tutte le varie carrozze specifiche per i convogli bloccati per l'alta velocità, come gli ETR 500 e tutta la famiglia dei Pendolini.